# Vigolzone
Vigolzone (Vigulson in dialetto piacentino) è un comune italiano di 4 281 abitanti della provincia di Piacenza in Emilia-Romagna.

## Geografia fisica
La porzione settentrionale del territorio comunale, al confine con il comune di Podenzano, si trova nella pianura Padana, mentre in quella meridionale compaiono i primi declivi dei Colli piacentini, all'imbocco della val Nure, sulle prime propaggini dell'Appennino ligure. Nella parte meridionale il paesaggio assume progressivamente caratteristiche collinari e alto-collinari. Il territorio comunale fa parte della zona DOC per la produzione dei vini dei Colli Piacentini.

## Storia
Nel corso dell'Ottocento emersero dalle vicinanze del greto del torrente Nure reperti archeologici a dimostrare l'esistenza dell'antica Vicunia. Nella località Sant'Angelo Annibale disperse definitivamente le centurie romane dopo la vittoria conseguita nella battaglia della Trebbia combattuta nel 218 a.C. Da questa battaglia potrebbe derivare il nome del paese, inizialmente battezzato in latino Vicus Ulzionis, ossia villaggio della vendetta.
La prima menzione del paese risale all'830 nelle carte di Sant'Antonino e della Cattedrale di Piacenza dove compare con il nome di Vicus Ussoni o Vicus Ursoni.
Nel 1095 Lantelmo Confalonieri, capitano delle milizie piacentine in Terra Santa, ottenne l'investitura di vassallo vescovile ed inizia l'edificazione di un castello a Vigolzone. Il forte venne poi espugnato e successivamente distrutto nel 1242 da Enzo di Sardegna, di questo primo maniero rimangono soltanto i resti di una torre ad ovest del castello, la cui costruzione risale al trecento per opera del nobile Bernardo Anguissola: esso si caratterizza per una base rettangolare e un torrione alto 40 m.
Il castello fu espugnato da Ludovico il Moro nel 1483 e poi nel 1521 dai dragoni (soldati a cavallo) francesi guidati dal generale Odet de Foix-Lautrec
Nel XIV secolo esisteva un centro abitato, la cui presenza è attestato anche da fonti più antiche, nella zona in cui sarebbe sorta la frazione di Grazzano Visconti, dove fu edificato un castello verso la fine del XV secolo. Nel 1395, infatti, il duca di Milano Gian Galeazzo Visconti emise a Pavia un editto che permetteva alla figlia Beatrice, sposa del nobile piacentino Giovanni Anguissola, di costruire un maniero.
La famiglia Anguissola dominò la zona fino al 1806 quando le legislazioni feudali furono abolite dalle riforme napoleoniche. In seguito a queste stesse riforme nacque il comune di Vigolzone, dotato di un consiglio municipale, dal ruolo, però, solo consultivo. Tra il 1806 e il 1814, con l'occupazione francese, fece parte del dipartimento del Taro, per poi tornare a far parte del Ducato di Parma e Piacenza e, poi, dello stato italiano.
Il 22 dicembre 2015 il consiglio comunale deliberò l'invio alla regione di un'istanza per l'avvio del procedimento di fusione con il confinante comune di Ponte dell'Olio, il 29 febbraio 2016 la giunta regionale approvò la proposta di legge riguardante la fusione dei due comuni. Il successivo 12 luglio l'assemblea legislativa approvò la proposta di legge sull'indizione di un referendum consultivo, poi deliberato con decreto del presidente della giunta regionale e fissato per il 16 ottobre 2016. Il referendum vide la vittoria del no in entrambi i comuni con una percentuale del 60,03 % a Ponte dell'Olio e del 59,14 % a Vigolzone.

### Simboli
Il comune, fin dalla sua fondazione, riprende lo stemma della famiglia Anguissola: esso è caratterizzato da uno scudo di forma sannitica, troncato inchiavato di quattro pezzi d'argento e di rosso; al colmo di porpora. La corona che sovrasta lo scudo comprende due cordonature e mura sormontate da una merlatura.
Il gonfalone è un drappo di giallo.

## Monumenti e luoghi d'interesse
- Castello di Balzarelli: Castello in pietra[13] dotato di loggiato posto nelle vicinanze della frazione di Carmiano; su di esso non sono disponibili documenti che ne citino le vicende storiche[14].
- Castello di Borgallo: Castello distrutto nel 1244 da parte delle truppe di re Enzio. Prima della metà del XVI secolo la costruzione era già stata trasformata in dimora signorile dotata di colombaia, poi demolita nei primi anni del XX secolo[15].
- Castello di Grazzano Visconti: fortilizio costruito nel 1395 da Giovanni Anguissola, marito di Beatrice, sorella del duca di Milano Gian Galeazzo Visconti. Gli Anguissola rimasero signori del castello fino al 1870 quando, dopo la morte del marchese Filippo Anguissola, l'edificio passò, per tramite di sua madre Fanny, alla famiglia Visconti di Modrone. Il complesso venne restaurato ai primi del Novecento per volontà del conte Giuseppe Visconti di Modrone il quale fece costruire ex novo un piccolo borgo fortificato in stile neo-medievale[16] progettato dall'architetto Alfredo Campanini[17].
- Castello di Vigolzone: costruito nel Trecento per opera del nobile Bernardo Anguissola. Il castello fu, in seguito, espugnato da Ludovico il Moro nel 1483 e, poi, nel 1521 dai dragoni francesi guidati dal generale Odet de Foix-Lautrec. Presenta una base rettangolare e un torrione alto 40 m[18].
- Castellone: situato nella frazione di Bicchignano e inizialmente noto con il nome di castello di Veano, è citato per la prima volta in un documento risalente al 1043 in cui il castello, così come tutto il feudo di Veano, veniva ceduto al monastero di san Savino di Piacenza. Originariamente l'edificio, costruito con lo scopo di controllare l'imbocco della val Nure in connessione con altri castelli posti nella vallata, presentava una struttura quadrangolare con due torri di forma quadrata situate ai vertici contrapposti. Passato più volte di mano e poi abbandonato a partire dal XVIII secolo[19], l'unica parte del castello superstite è una delle torri, realizzata in pietra di fiume e rivestita in mattoni e dotata di beccatelli che, in origine, facevano da base per i cammini di ronda[20].

## Società

### Evoluzione demografica
Abitanti censiti

## Cultura

### Cucina
I tortelli piacentini con la coda sono riconosciuti con il marchio De.co. del comune di Vigolzone: La tradizione vuole che tale particolare forma dei tortelli piacentini sia nata proprio a Vigolzone, durante una visita del poeta Francesco Petrarca al suo amico Bernardone Anguissola, signore del feudo. Il maestro di casa, un certo Ametigo da Cassano, additò i tortelli allora tondeggianti come "tracce lasciate da un gregge di pecore", intimando di dar loro una forma più elegante e consona per l'importanza dell'ospite. Le cuoche idearono così la forma a treccia che contraddistingue il tortello piacentino.

## Geografia antropica

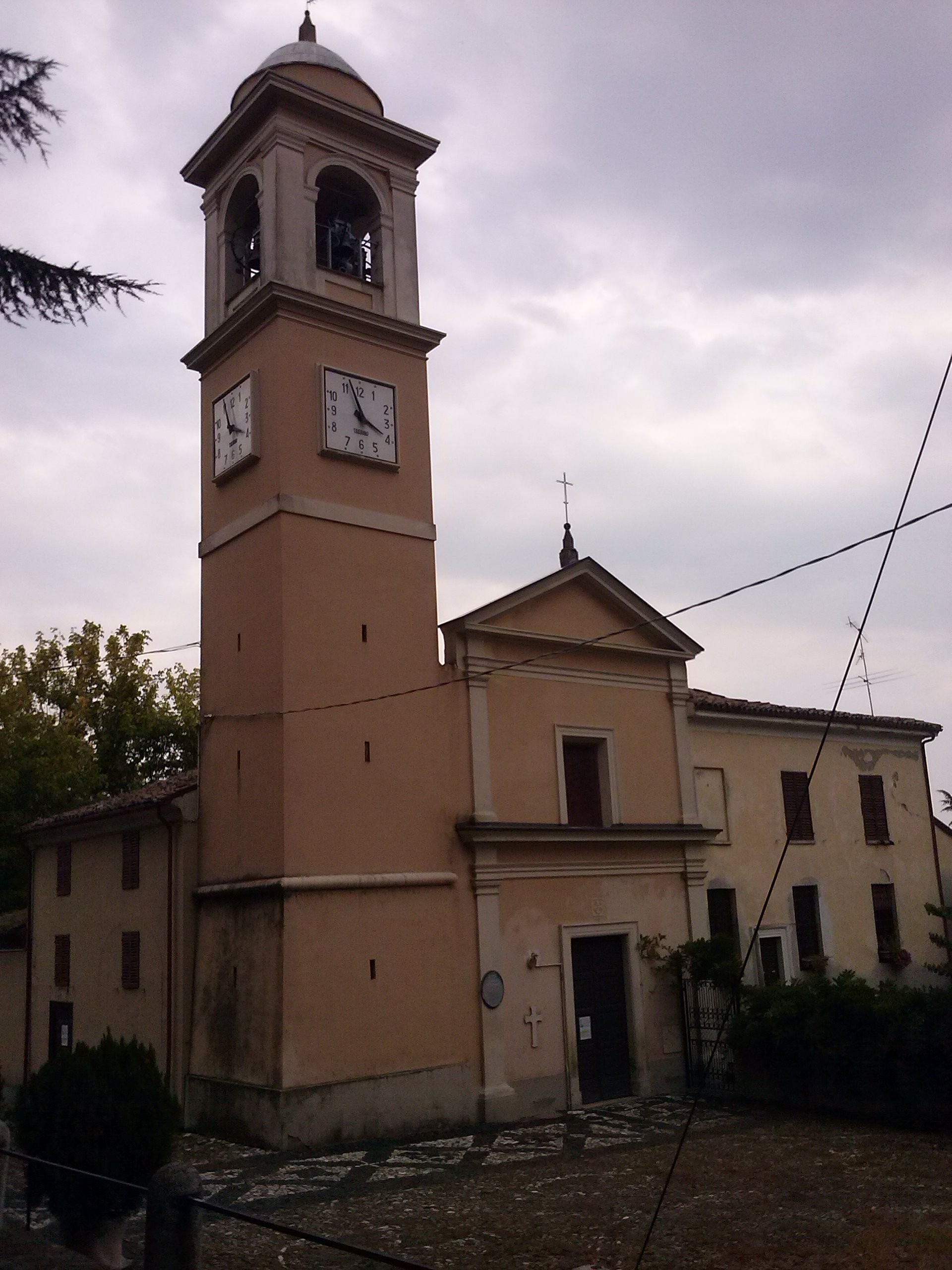
Chiesa di Sant'Antonino ad Albarola

### Frazioni
Fanno parte del territorio comunale di Vigolzone le frazioni di Albarola, Bicchignano, Borgo di Sotto, Cabina, Carmiano, Chiulano, Grazzano Visconti, Veano e Villò. Di questi centri Grazzano Visconti, Cabina, Borgo di Sotto, Villò e Albarola si trovano lungo il percorso della ex strada statale 654 che taglia longitudinalmente tutto il territorio comunale con un percorso parallelo al corso del torrente Nure; i primi due centri si trovano a nord del capoluogo, mentre gli altri tre si trovano a sud.
Tra le altre frazioni Carmiano si trova nei pressi del corso del Nure all'estremità meridionale del territorio comunale, dove si trova anche Chiulano, in posizione collinare isolata. In zona collinare, lungo la strada provinciale del Bagnolo e nelle sue vicinanze si trovano le frazioni di Bicchignano e Veano e le località di Justiano, Bagnolo e La Costa.

#### Grazzano Visconti

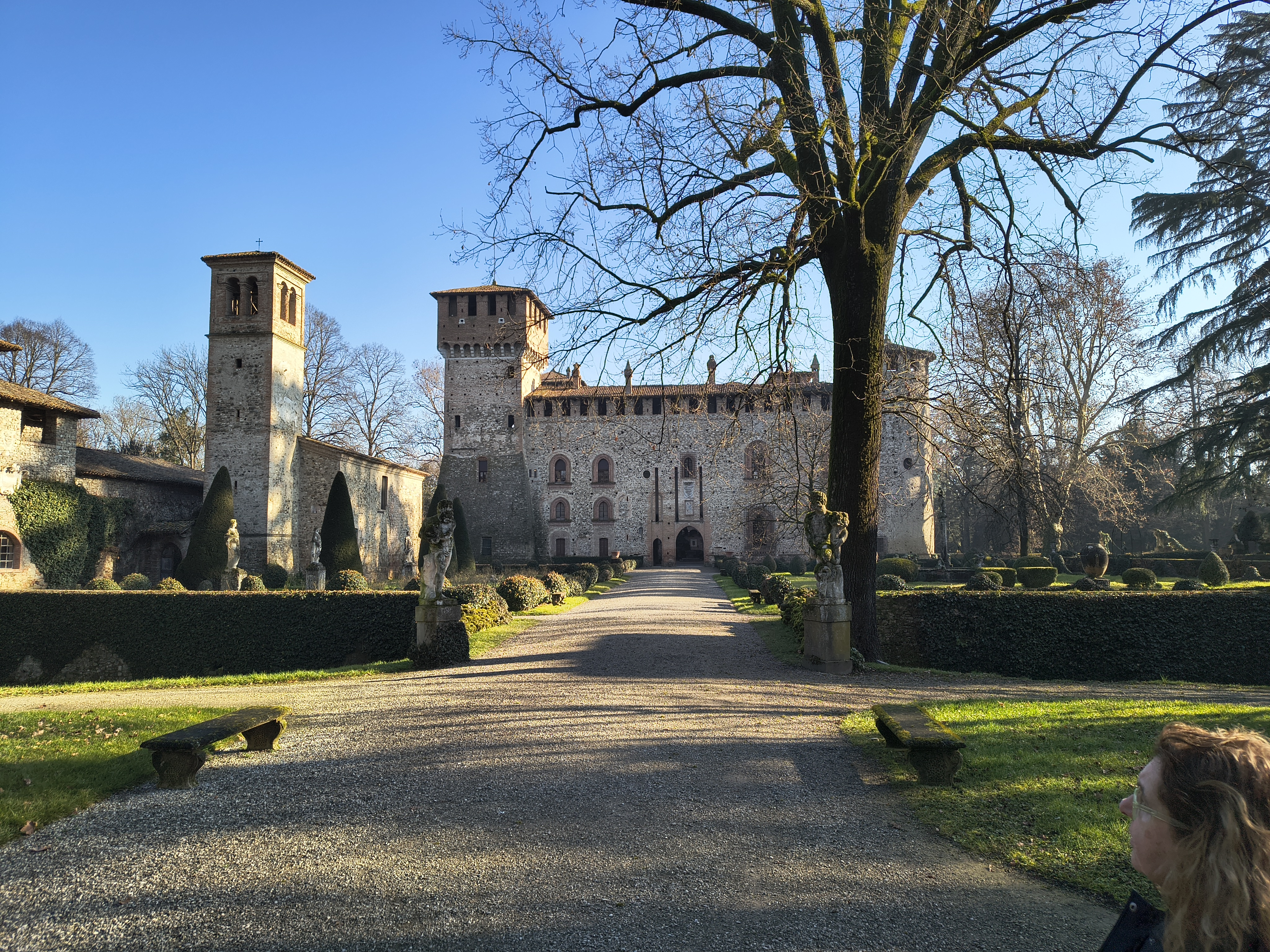
Il castello di Grazzano Visconti

Del comune di Vigolzone fa parte la frazione Grazzano Visconti (Grasàn in dialetto piacentino), borgo neomedievale di 389 abitanti, di cui si ha nota in documenti ufficiali a partire dall'anno 1114.
Il toponimo parrebbe derivare da Graccus Graccianus personaggio che in tempi antichi avrebbe posseduto diverse terre nella zona. Fu appellato solamente Grazzano fino agli inizi del '900, quando acquisì il secondo appellativo a seguito dell'azione del conte Giuseppe Visconti che decise di riportare a nuova vita il castello medievale edificato nel 1395 per volere di Giovanni Anguissola e di sostituire le fatiscenti case rurali del borgo adiacente con nuovi edifici in stile quattrocentesco.
Le opere di costruzione del borgo iniziarono nel 1906 e già nel 1915 l'area assunse il nuovo aspetto. Stretto collaboratore del conte riguardo alla progettazione del borgo fu l'architetto Alfredo Campanini. Nel 1937 Giuseppe Visconti fu elevato duca di Grazzano da parte del re d'Italia Vittorio Emanuele III.
Il borgo di Grazzano Visconti è frequentato da migliaia di turisti ogni anno.

## Infrastrutture e trasporti
Vigolzone è interessata dal percorso della strada statale 654 di Val Nure. Nel territorio comunale si trovano anche la strada provinciale 55 del Bagnolo che si dirama dalla ex strada statale 654 ad Albarola raggiungendo Rivergaro e la strada provinciale 35 di Colonese che collega Grazzano Visconti con Niviano, frazione di Rivergaro, dove interseca la strada statale 45 di Val Trebbia.
A partire dal 1881 il territorio comunale fu servito dalla tranvia Piacenza-Bettola che permetteva il collegamento a nord con il capoluogo provinciale e a sud con la media val Nure fino a Bettola; lungo la linea erano presenti in territorio vigolzonese le fermate di Grazzano, Vigolzone, Torrano, Villò e Albarola. Tra il 1886 ed il 1934 fu attiva anche la tranvia Grazzano-Rivergaro, diramazione dalla linea Piacenza-Bettola che raggiungeva Rivergaro.
La tranvia Piacenza-Bettola venne sostituita nel 1933 da una ferrovia gestita dalla Società Italiana Ferrovie e Tramvie che poteva contare in territorio vigolzonese su quattro stazioni, una nel capoluogo, una a Grazzano Visconti, una a Villò e una ad Albarola. L'infrastruttura venne definitivamente soppressa nel 1967.

## Amministrazione
Di seguito è presentata una tabella relativa alle amministrazioni che si sono succedute in questo comune.
| Periodo         | Periodo        | Primo cittadino    | Partito                          | Carica  | Note   |
| --------------- | -------------- | ------------------ | -------------------------------- | ------- | ------ |
| 31 gennaio 1987 | 28 maggio 1990 | Carlo Bernazzani   | Democrazia Cristiana             | Sindaco | [ 33 ] |
| 28 maggio 1990  | 24 aprile 1995 | Carlo Bernazzani   | Democrazia Cristiana             | Sindaco | [ 33 ] |
| 24 aprile 1995  | 14 giugno 1999 | Werner Argellati   | Centro-destra e liste civiche    | Sindaco | [ 33 ] |
| 14 giugno 1999  | 14 giugno 2004 | Werner Argellati   | Lista civica                     | Sindaco | [ 33 ] |
| 14 giugno 2004  | 8 giugno 2009  | Mario Chiesa       | Lista civica                     | Sindaco | [ 33 ] |
| 8 giugno 2009   | 26 maggio 2014 | Francesco Rolleri  | Lista civica Vigolzone Insieme   | Sindaco | [ 33 ] |
| 26 maggio 2014  | 27 maggio 2019 | Francesco Rolleri  | Lista civica Vigolzone Insieme   | Sindaco | [ 33 ] |
| 27 maggio 2019  | 9 giugno 2024  | Gianluca Argellati | Lista civica Uniti per Vigolzone | Sindaco | [ 33 ] |
| 9 giugno 2024   | in carica      | Gianluca Argellati | Lista civica Uniti per Vigolzone | Sindaco | [ 33 ] |

### Gemellaggi
- Sokoura[34]

### Altre informazioni amministrative
Vigolzone fa parte dal 2014, anno di costituzione dell'ente, dell'Unione Valnure e Valchero, insieme ai comuni di Carpaneto Piacentino, Gropparello, Podenzano e San Giorgio Piacentino.